# Carex monotropa
Espèce
Classification phylogénétique
Carex monotropa est une espèce des plantes du genre Carex et de la famille des Cyperaceae.